# مرقس
مار مرقس أو مرقص أو مرقس الإنجيلي ويطلق عليه اسم مرقس البشير (بالعبرية: סימן) (باليونانية: Σημάδι)، كان الكاتب للسفر الثاني من العهد الجديد إنجيل مرقس ولذلك يلقب بالإنجيلي. يعتبر بحسب التقليد الكنسي الإسكندري البطريرك الأول (55 (توضيح) - 68 (توضيح) أو 43 (توضيح) -63 (توضيح)).
ولد في قورينائية بإقليم المرج القديمة. وهو ابن أخـت برنابا.
يظهر المسيح في الإِنجيل الذي دوَّنه مرقس بمظهر المُخَلّصِ الذي جاء ليفدي الإِنسان. فبدافع محبته الفائقة، ينهمك في أعمال الرحمة؛ فيسدُّ حاجة الإِنسان، ويخفِّف من أَحزانه، ثم يبذل نفسه فدية عنه. ومن هنا تركيز مرقس على معجزات المسيح أكثر من تركيزه على تعاليمه. وينتهي هَذا الإِنجيل إلى الحديث عن نهاية الزمان وما سيحدث عند رجوع المسيح ثم يسرد الأحداث المتعلِّقة بآلام المسيح وموته وقيامته وصعوده إلى المجد، ويؤكِّد على مساندة المسيح لتلاميذه فيما هم ينشرون البشارة في العالم أَجمع.
وفق التقليد الكنسي، فإن العشاء الأخير أقيم في بيت مرقس، وخرج مع بولس الطرسوسي وبرنـابا ثم رجـع. وفي الرحـلة الثانية خرج مع برنابا إلى قبرص. كان المغرب الأدنى أول موطن للدعوة المسيحية في القارة الإفريقية، على يد القديس مرقص القادم من صحبة يسوع عبر اليونان، ثم انطلق ليضع اللبنة الأولى للمسيحية في مصر سنة 55م، لكنه سريعًا ما عاد إلى برقة ثانية بعدما خاف الكهنة منه، إذ انتشرت المسيحية بقوة وسط القبط. استشهد في الإسكندرية سنة 68 (توضيح)م.

## حياته

### نشأته
ولد في الإمبراطورية الرومانية في القيروان إحدى المدن الخمس الغربية الواقعة في ليبيا حالياً، في بلدة تدعى شحات. في أحد الأيام هجمت إحدى القبائل البربرية على أملاكهم، فذهبوا إلى موطنهم الأصلي في فلسطين. التقى بالسيد المسيح في فلسطين وأصبح من الرسل السبعون.

### كرازته
بدأ خدمته مع القديس بطرس في أورشليم في اليهودية. ذهب مع بولس وبرنابا للتبشير في الرحلة التبشيرية الأولى إلى إنطاكيا وقبرص ثم إلى آسيا الصغرى، لكنه لم يكمل الرحلة معهما فعاد إلى أورشليم. ثم ذهب مع بولس الرسول لمساعدته في الكرازة في روما. ثم أصر برنابا على أن يذهب مرقس معه هو وبولس في رحلة تبشيرية ثانية، لكن بولس رفض فذهب مرقس و برنابا إلي قبرص في أعمال الرسل: 12: 5-4. ثم ذهب مرة أخرى إلى قبرص بعد مجمع أورشليم في أعمال الرسل: 15: 39. ثم ذهب لزيارة المدن الغربية الخمسة.

### كرازته في مصر
في عام 60 ميلادية تقريباً ذهب إلى الإسكندرية ودخلها من الجهة الغربية قادماً من المدن الخمسة. بسبب كثرة السفر قد تهرأ حذاء مرقس فذهب إلى الإسكافي أنيانوس ليصلح حذائه. أثناء إصلاح أنيانوس لحذاء مرقس دخل المخراز في يده فصرح قائلاً "يا الله الواحد" فقام مرقس بشفائه، فكانت هذه أول معجزة لمرقس في مصر. فآمن أنيانوس وأهل بيته بالمسيح وبدأ الناس بالإيمان بالمسيح في الإسكندرية على يد القديس مرقس. قام برسم إنيانوس أسقفاً ومعه ثلاث قساوسة وسبع شمامسة. هاج الوثنيون في الأسكندرية على مرقس وأرادوا قتله، فذهب لزيارة باقي مدن مصر ثم الخمس مدن الغربية ثم إلى روما لمساعدة القديس بولس. في عام 65 ميلادية عاد القديس مرقس إلى الإسكندرية فوجد عدد المسيحيين قد ازداد . فقرر الذهاب مجدداً إلى الخمس مدن الغربية ثم يعود مرةً أخرى إلى الإسكندرية. في يوم عيد القيامة وكان أيضاً موافقاً لعيد الإله سيرابيس وهو اليوم الذي اتفق فيه الوثنيون على قتل القديس مرقس. فهاجموه وهو في الكنيسة التي أنشأها المسيحيون في منطقة بواليك بالقرب من البحر المتوسط. فسحبوه في شوارع الإسكندرية حتى سال دمه. وفي المساء وضعوه داخل سجن مظلم. في صباح اليوم التالي سحبوه مجدداً في الشوارع حتى مات. وأشعلوا ناراً ووضعوا جسده عليها لكي يحترق، لكن أمطارًا غزيرة هطلت فأطفأت النار. فأخذ المسيحيون جسده وكفنوه .

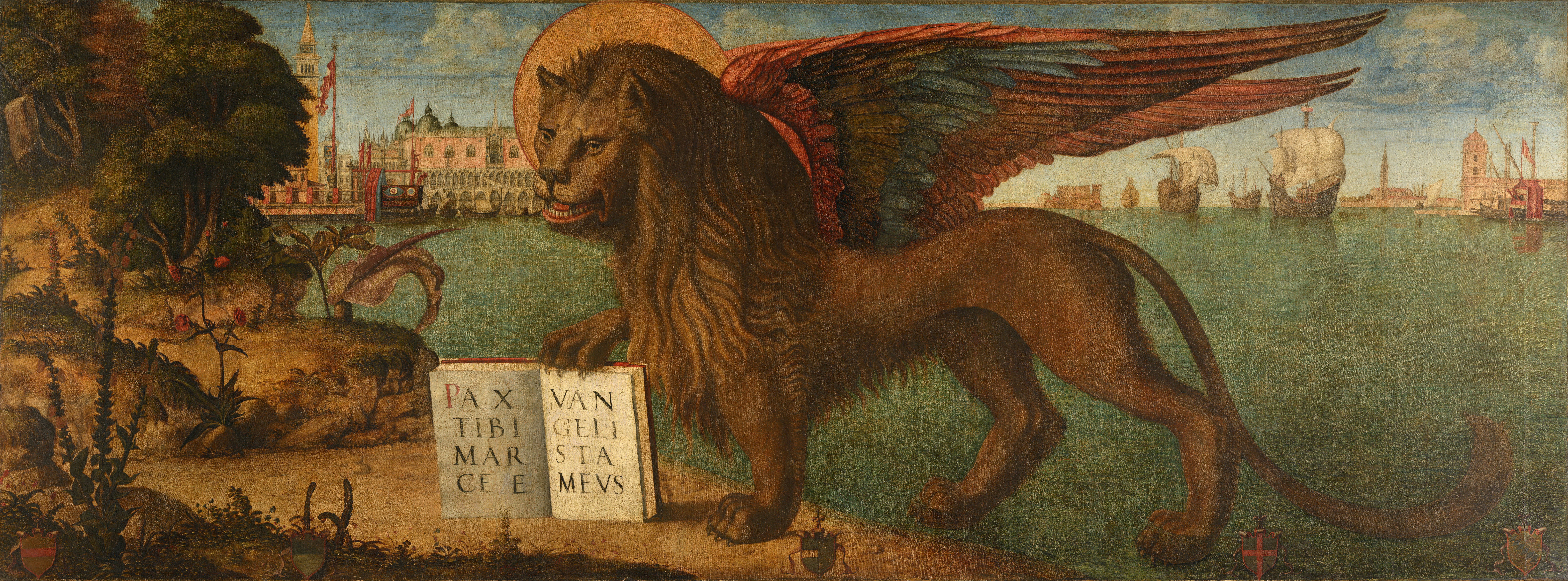
رمز الإنجيلي مرقس هو ، أسد القديس مرقس. النقش: PAX TIBI MARCE EVANGELISTA MEVS (السلام عليك يا مرقس مبشري) الأسد نفسه هو أيضًا رمز البندقية (في الصورة).

## جسد القديس مار مرقس
سُرق جثمان القديس مار مرقس الرسول من الإسكندرية وذهبوا به إلى إيطاليا. لكن استعادت الكنيسة القبطية جسده عام 1968 في أيام البابا كيرلس السادس. وفي صباح الأربعاء 26 يونيو 1968 احتفل بإقامة الصلاة على مذبح الكاتدرائية المرقسية، وفي نهاية القداس حمل البابا كيرلس السادس رفات القديس مرقس إلى حيث أودع في مزاره الحالي تحت الهيكل الكبير في شرقية الكاتدرائية.

## التبجيل

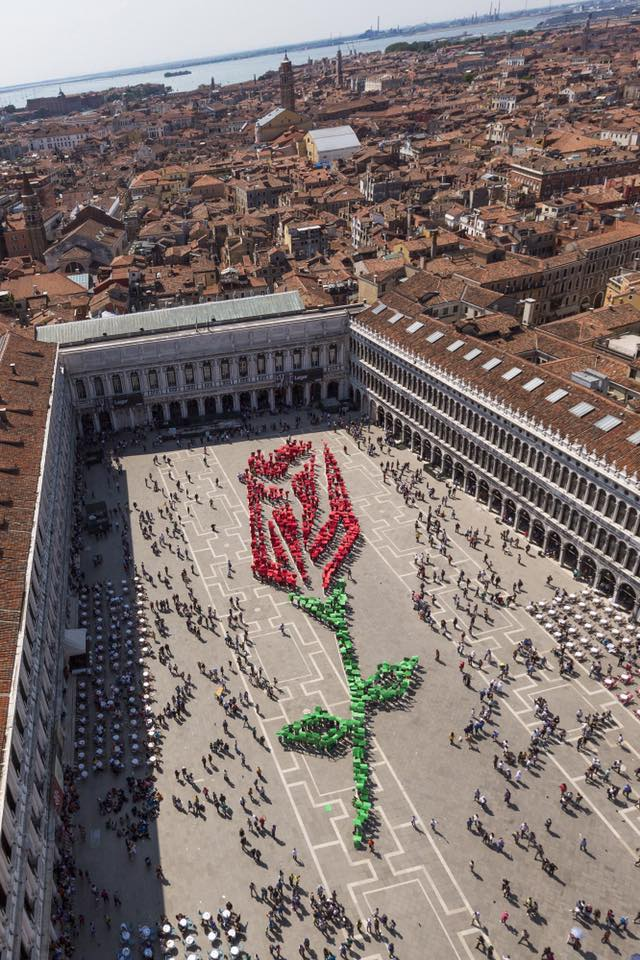
مهرجان براعم الورد في ساحة القديس مرقس، البندقية (إيطاليا)

يتم الاحتفال بعيد القديس مرقس في 25 أبريل من قبل الكنائس الكاثوليكية والأرثوذكسية الشرقية. أما الكنائس التي لا تزال تستخدم التقويم اليولياني،، فيتوافق يوم 25 أبريل وفقًا له مع 8 مايو وفقًا للتقويم الغريغوري حتى عام 2099. تحتفل الكنيسة القبطية الأرثوذكسية بعيد القديس مرقس في 30 برمودة حسب التقويم القبطي الذي يتوافق دائمًا مع يوم 25 أبريل في التقويم اليولياني أو يوم 8 مايو في التقويم الغريغوري.
في حين أن يوحنا مرقس يتميز عن مرقس الإنجيلي، يتم الاحتفال بعيد يوحنا مرقس في 27 سبتمبر (كما في علم الاستشهاد الروماني) ومرقس الإنجيلي في 25 أبريل.
يتم تذكر مارك في كنيسة إنجلترا وفي جزء كبير من الطائفة الأنجليكانية، من خلال مهرجان في 25 أبريل.

## الفن
غالبًا ما يتم تصوير مرقس الإنجيلي وهو يكتب إنجيله أو يحمله.  في التقليد المسيحي، يرمز إلى مرقس الإنجيلي بأسد مجنح. 

تصويرات لمرقس الإنجيلي
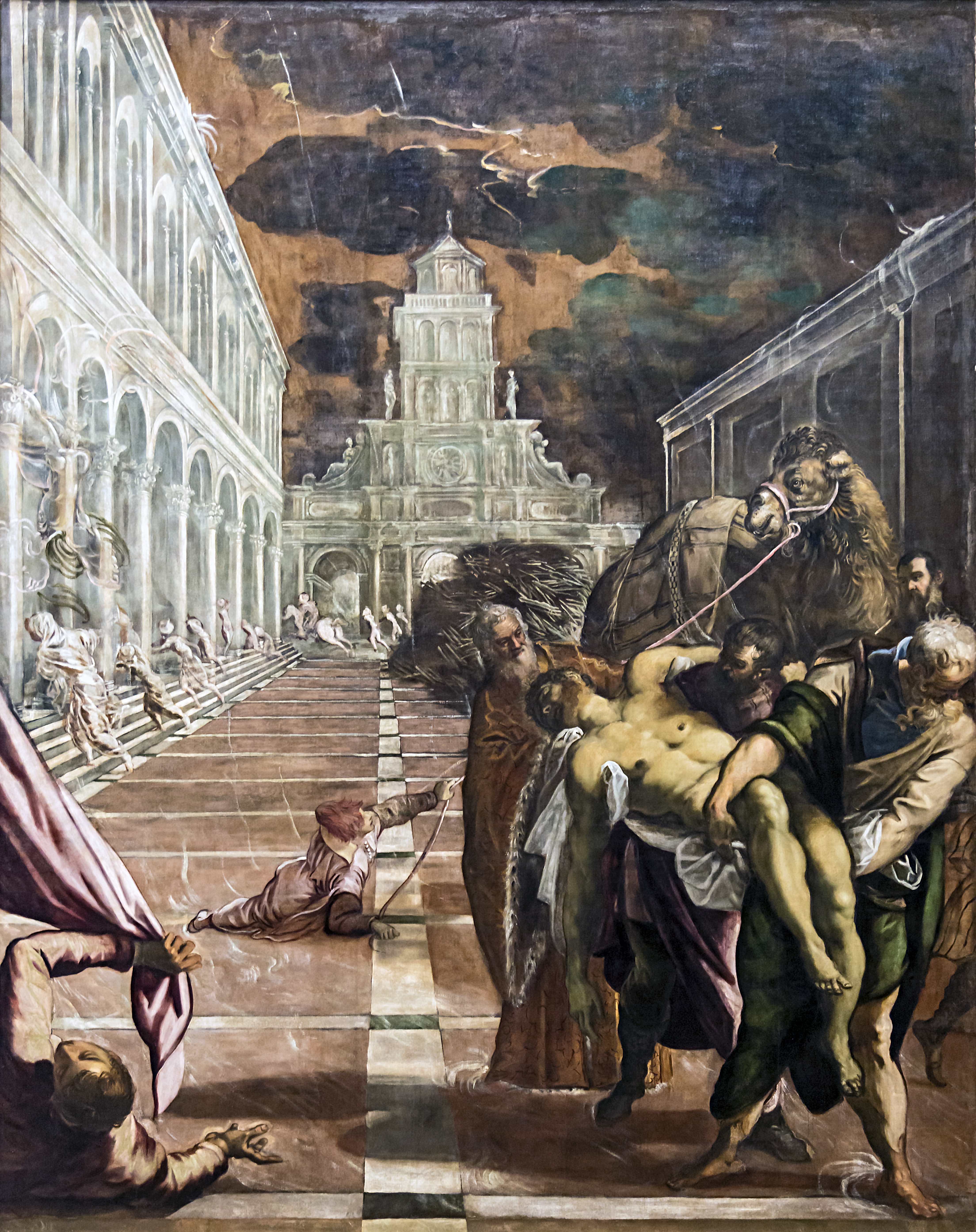
التجار الفينيسيون بمساعدة اثنين من الرهبان اليونانيين ينقلون جثمان الإنجيلي مرقس إلى البندقية، بريشة تينتوريتو
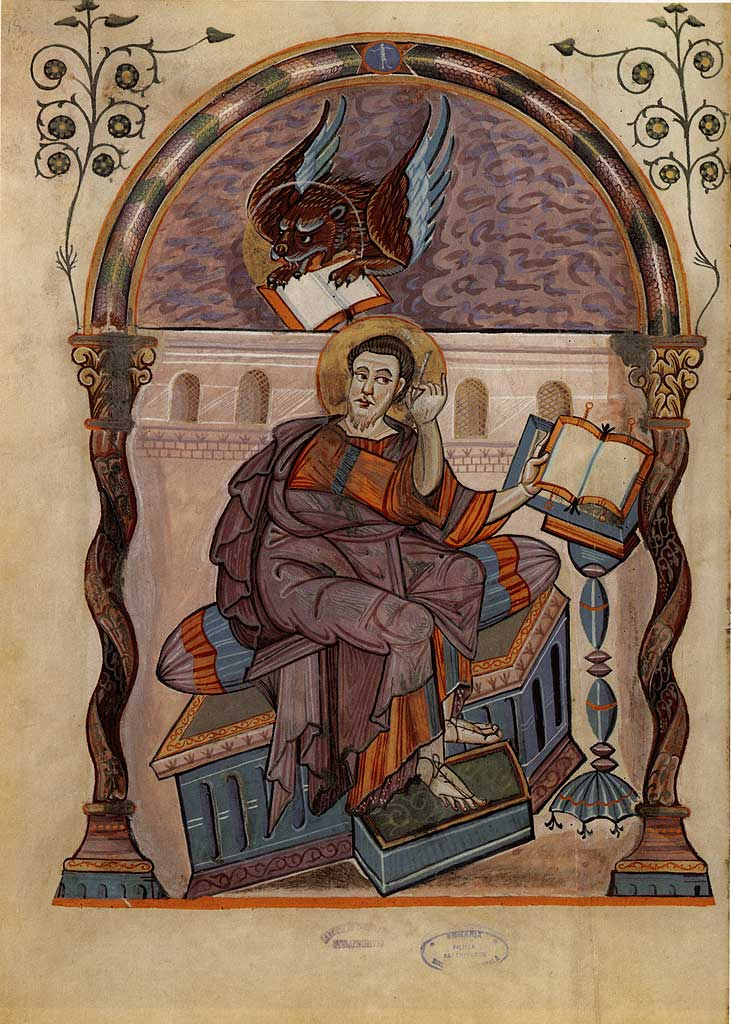
مرقس الإنجيلي يستمع إلى الأسد المجنح، مرقس؛ الصورة 21 من مخطوطة لورش الذهبية أو أناجيل لورش
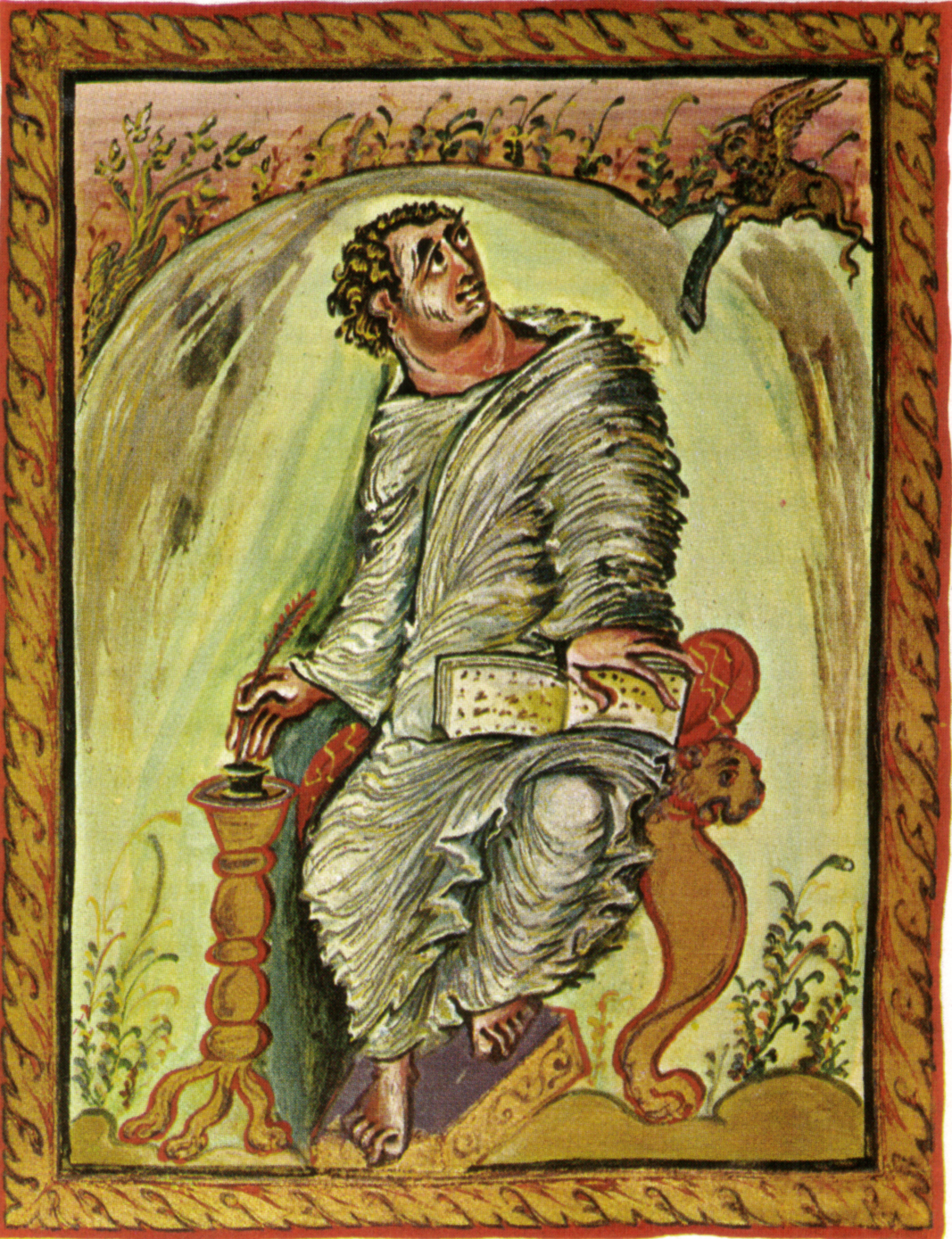
مرقس الإنجيلي ينظر إلى الأسد، ق. 823
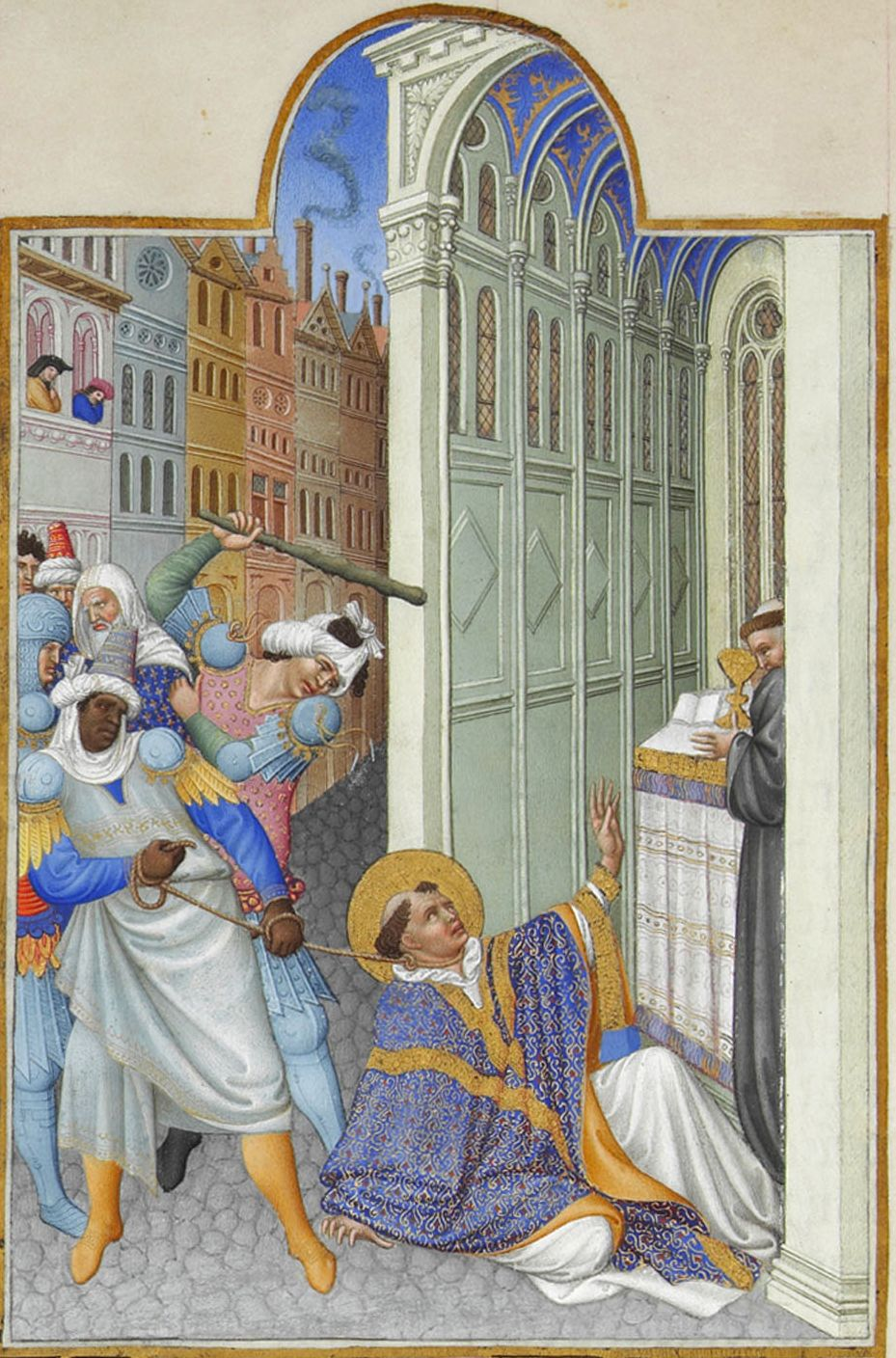
استشهاد القديس مرقس. ساعات دوق بيري الغنية (متحف كوندي، شانتيلي)، ق. 1412 و 1416.
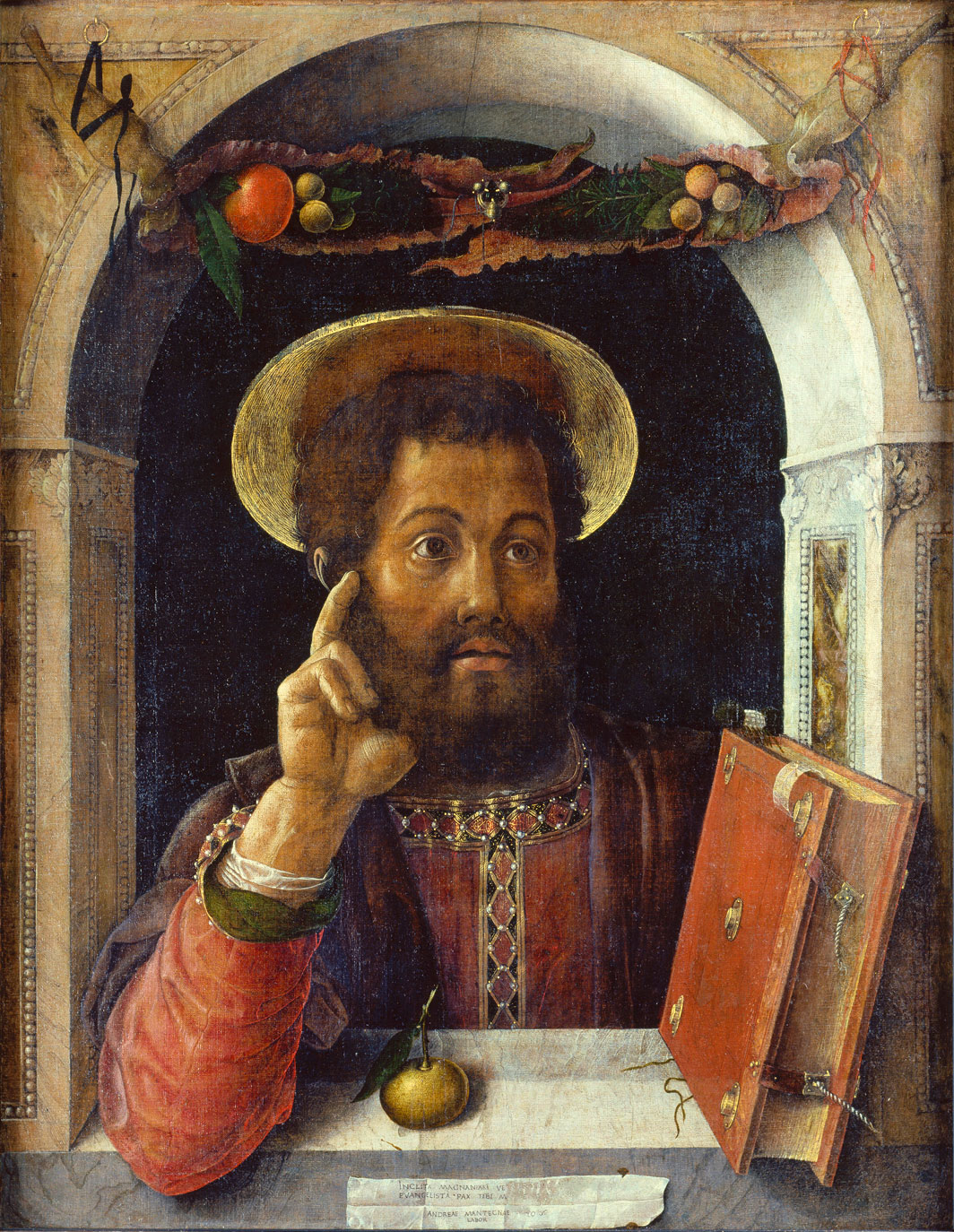
القديس مرقس بواسطة أندريا مانتيجنا، 1448
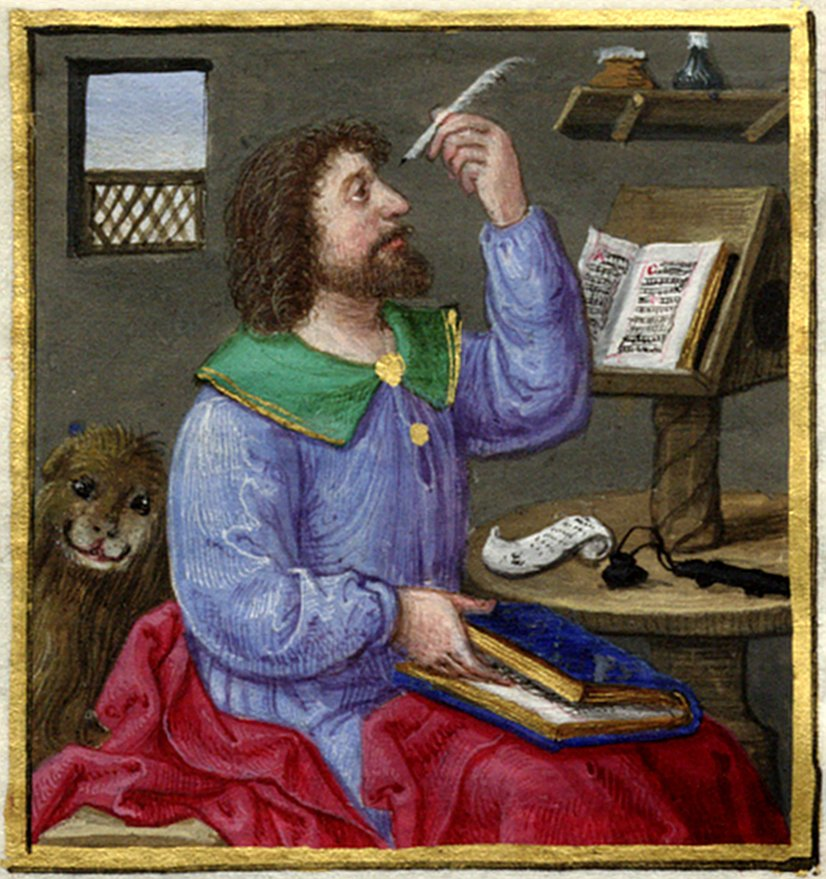
مرقس الإنجيلي مع الأسد، 1524
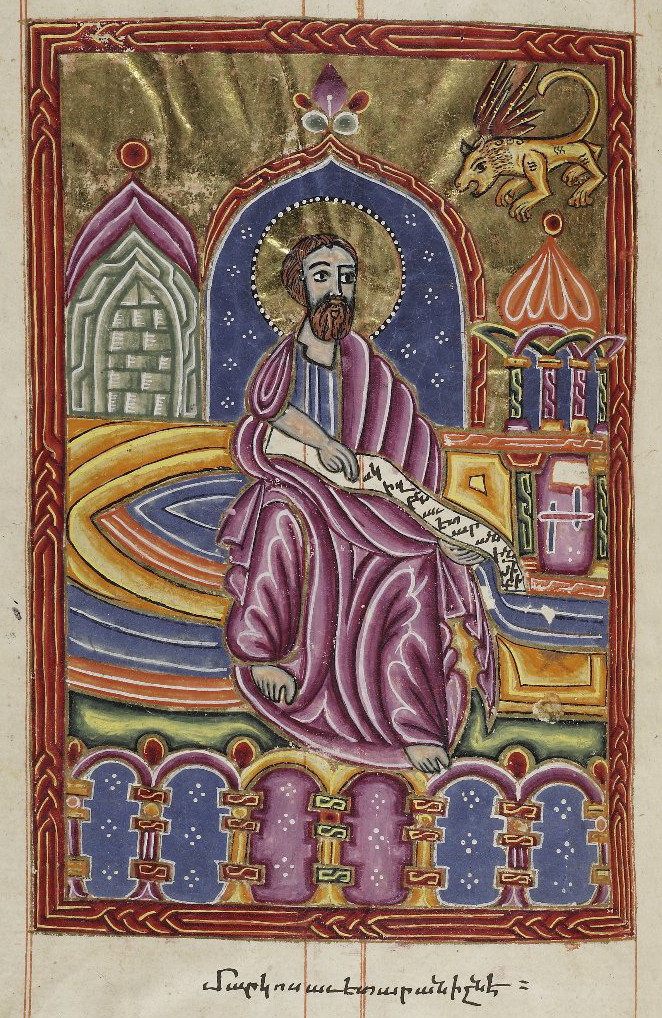
صورة مصغرة مرسومة في مخطوطة إنجيل أرمينية من عام 1609، محفوظة في مكتبة بودليان
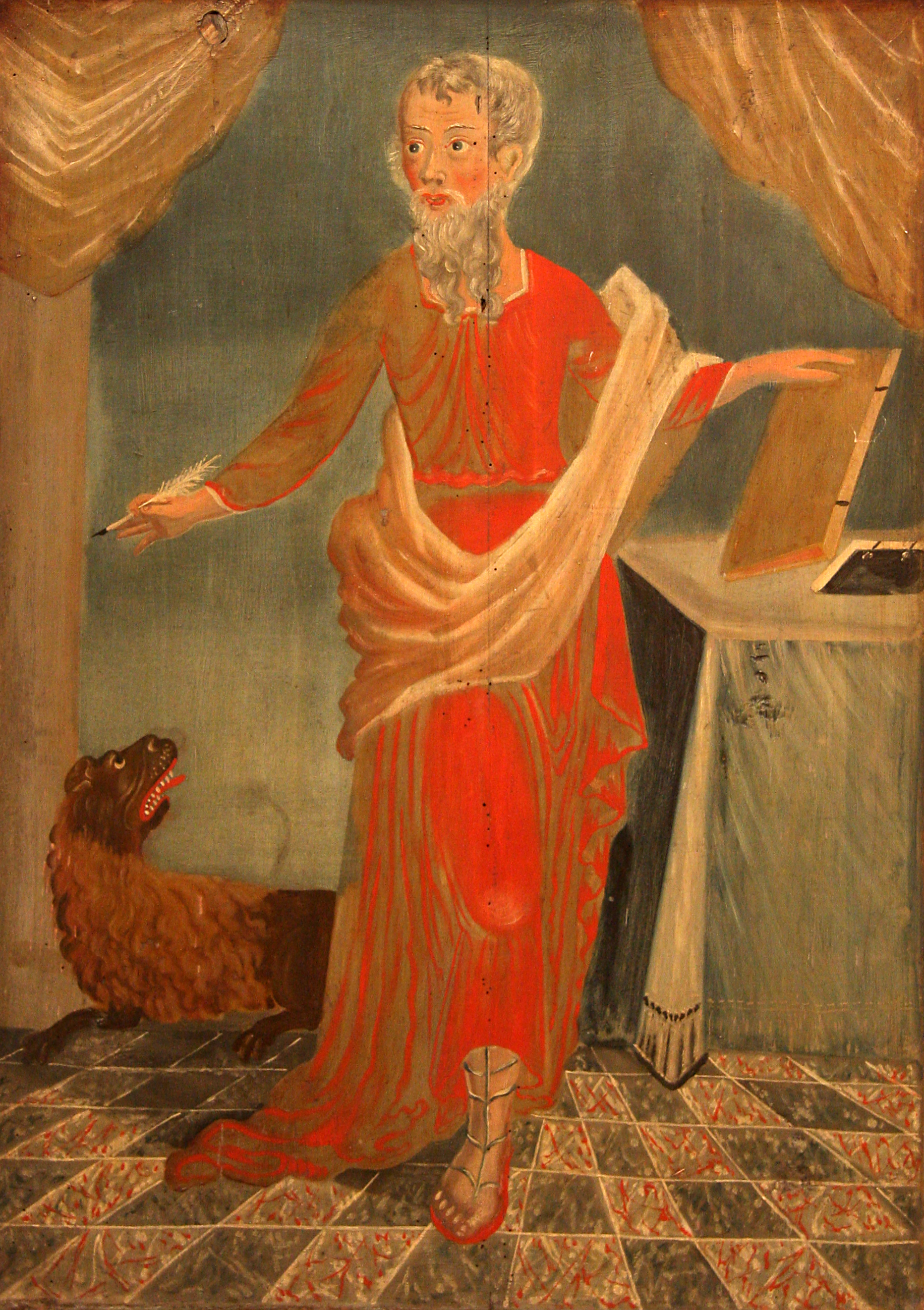
القديس مرقس في لوحة فنية ساذجة من القرن السابع عشر لفنان مجهول في جوقة كنيسة القديسة مريم (Sankta Maria kyrka) في آهوس، السويد
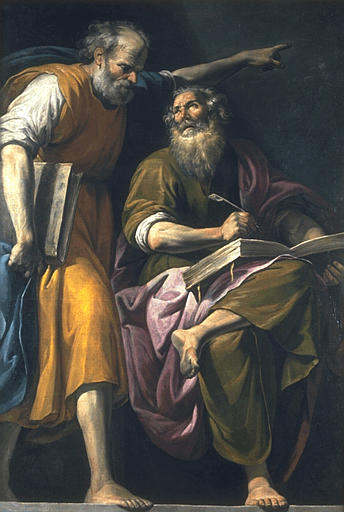
القديس مرقس يكتب إنجيله بناءً على إملاء القديس بطرس، بقلم باسكوالي أوتينو، القرن السابع عشر، الفنون الجميلة، بوردو
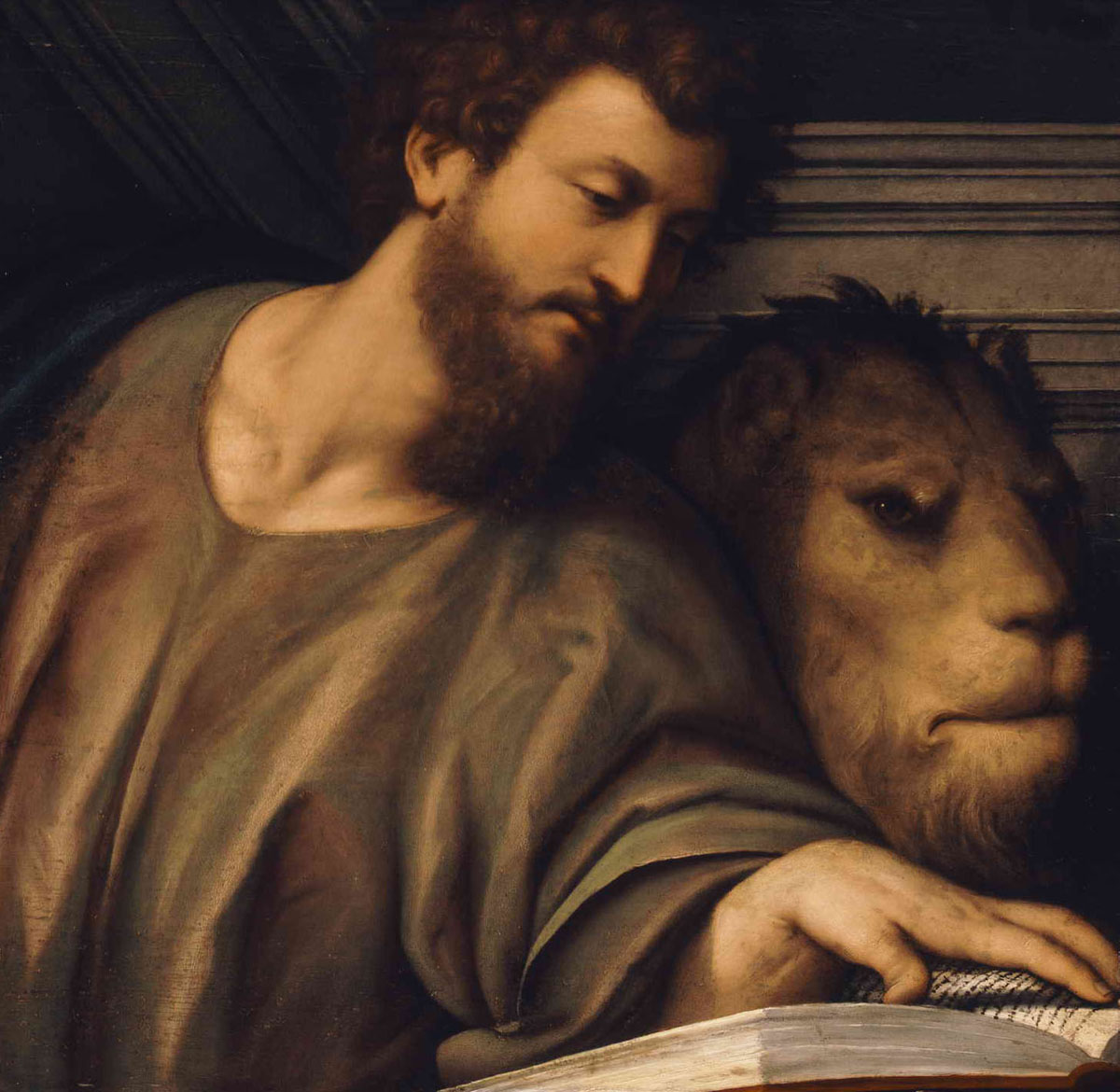
إنجيل مرقس بقلم إل بوردينوني (ق. 1484– ق. 1539)
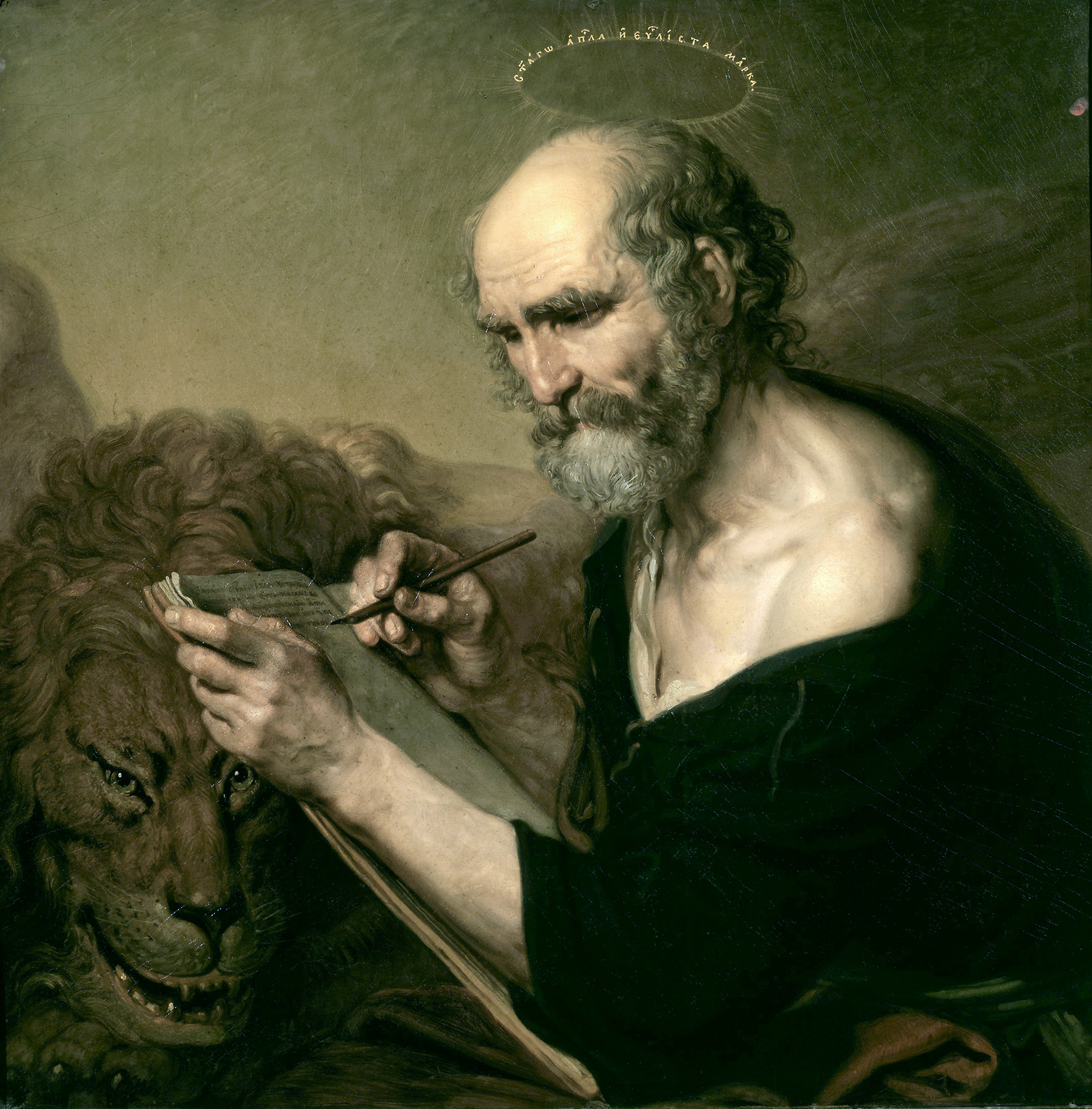
أيقونة القديس مرقس الإنجيلي من البوابات الملكية للحاجز الأيقوني المركزي لكاتدرائية قازان في سانت بطرسبرغ، 1804
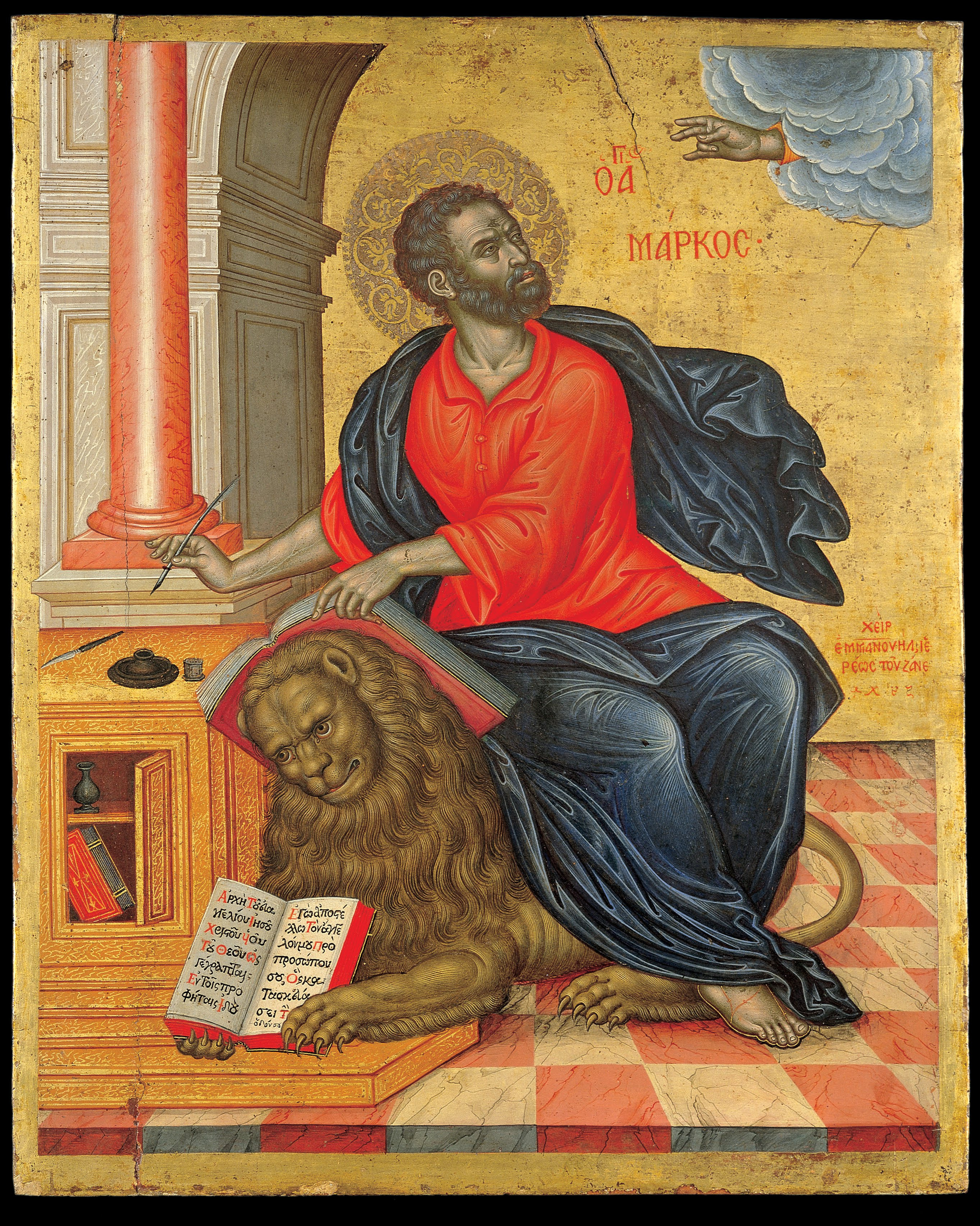
أيقونة القديس مرقس الإنجيلي، 1657
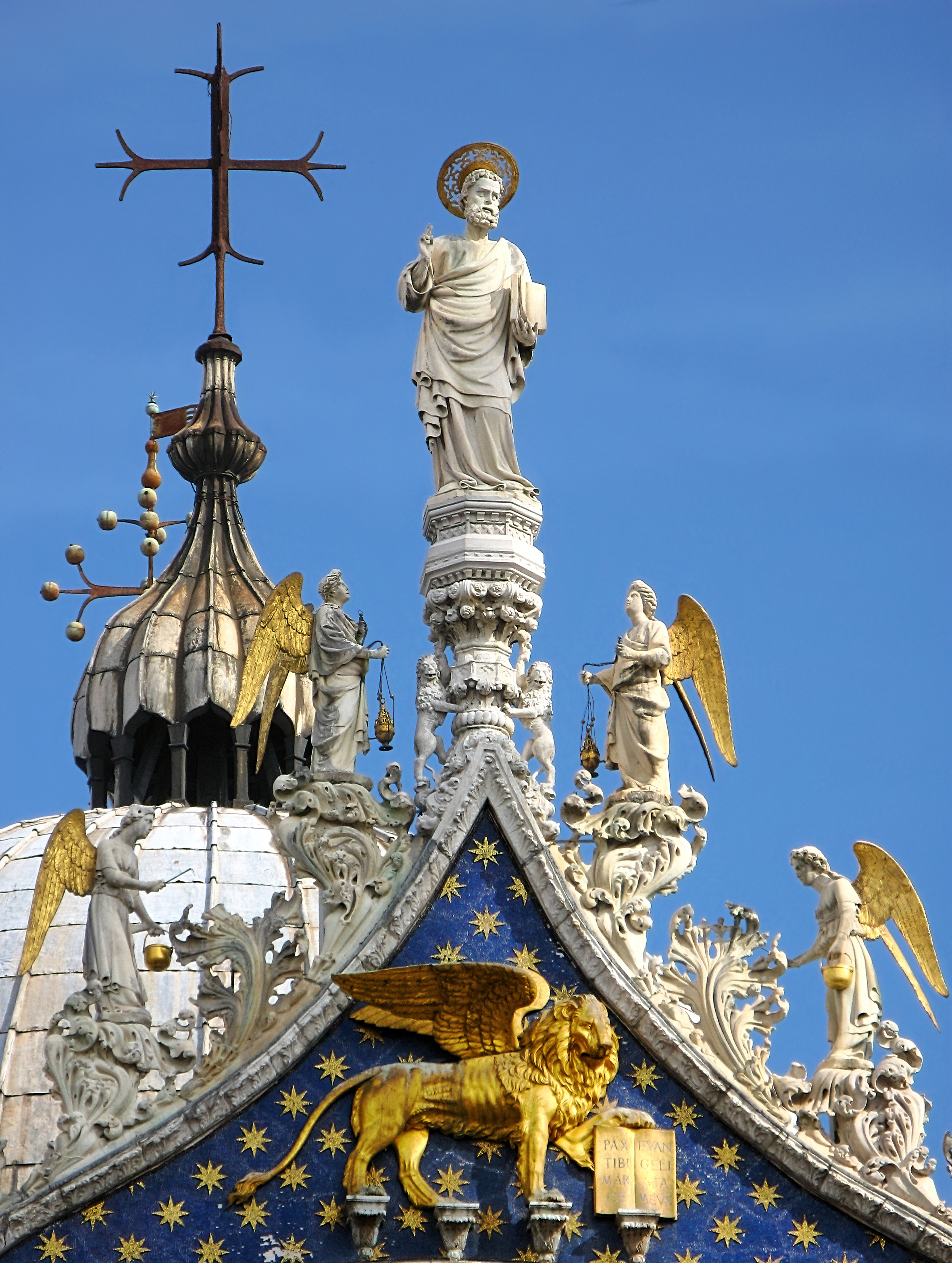
كنيسة القديس مرقس
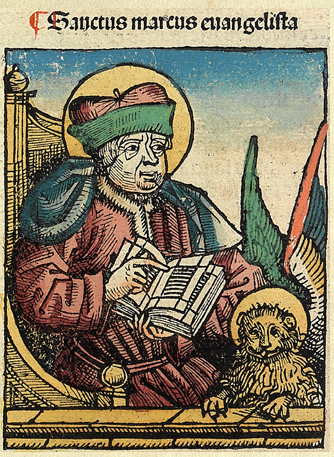
القديس مرقس في سجلات نورمبرغ
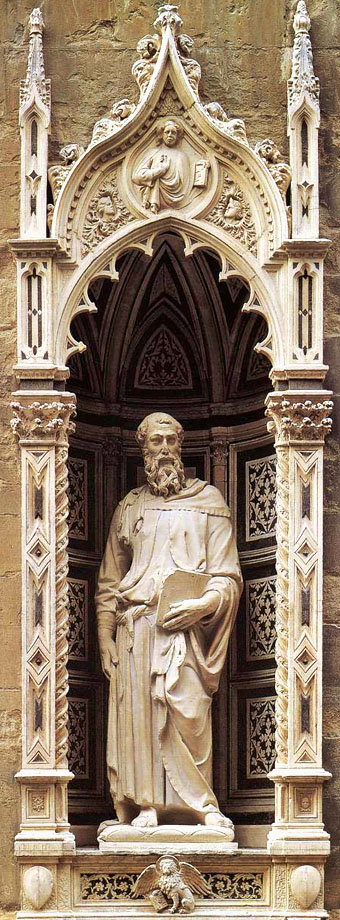
القديس مرقس، 1411-1413، بريشة دوناتيلو (أورسان ميشيل، فلورنسا)
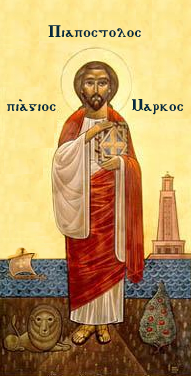
أيقونة قبطية للقديس مرقس الإنجيلي